# Salih ibn Yahya ibn Salih
Sàlih ibn Yahya ibn Sàlih ibn Hussayn ibn Khàdir (? - 1436) fou un emir drus de la dinastia dels Banu Búhtur que governava la costa del Xuf, entre Beirut i Saïda, amb seu a Abay. La família va governar la zona entre el segle xi i el XV. És famós per haver escrit una història de la família publicada el 1898 i el 1969, la segona vegada com a Tarikh Bayrut, Récits des anciens de la famille de Buhtur b. Ali emir du Gharb de Beyrouth.